# Контанпілля
Контанпілля (біл. вёска Канстанпольле) — село в складі Вілейського району Мінської області, Білорусь. Село підпорядковане Нарочанській сільській раді, розташоване в північній частині області.